# Verbena californica
Verbena californica — вид трав'янистих рослин родини Вербенові (Verbenaceae), ендемік Каліфорнії (США).

## Опис

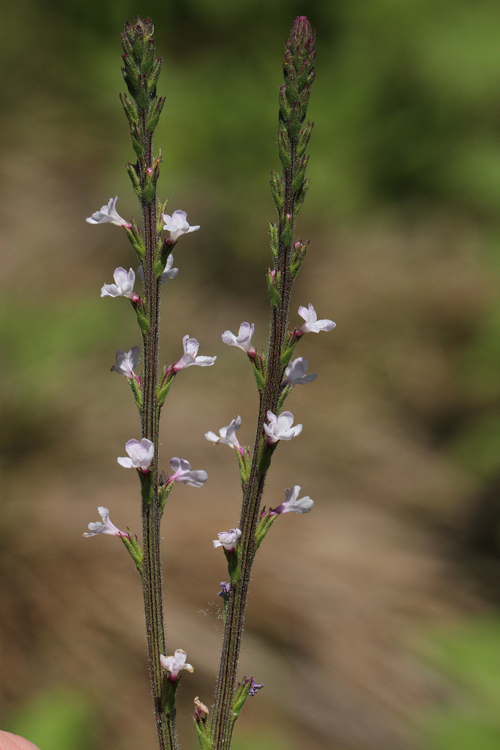

Багаторічна трава. Стебел 1–3 від основи, від лежаче-висхідних до випростаних, 30–75 см, від щільно щетисто-волосатих до волосатих, залозистих. Листя: базальне та нижнє стеблове стійкі, переважно ланцетні звужені до основи, проксимальні та середньостеблові листові пластини 3–8(9) см x 6–25 мм, відносно рівних розмірів або швидко стає вужчими, поля зубчасті, обидві поверхні волосаті, рідко залозисті, від сидячих до субсидячих. Плодових колосів 1 або 3(5) з дистальних гілок, відкриті та відносно стрункі (плоди не перекриваються або лише злегка), 6–20(25) см; приквітки від яйцювато-трикутних до трикутно-ланцетних, 3.5–4 мм, рівні або трохи коротші, ніж черешки. Чашечки 3.5–4 мм, жорстко-волосаті, частки трикутні, не злиті разом. Віночки від фіолетового до блідо-пурпурного або білого кольору з рожевими трубками, трубки 4.5–5 мм, на 1–1.5(2) мм довші за чашечки. Горішки 1.8–2.1 мм, легко відокремлюються.

## Поширення
Ендемік Каліфорнії (США).
Населяє вологі місця, краї струмків, русла струмків, дубові та сосново-дубові гаї на висотах 300–400 м. 